# هارلی کوئین
هارلی کوئین (به انگلیسی: Harley Quinn) با نام کامل هارلین فرانسیس کوئینزل (به انگلیسی: Harleen Frances Quinzel) یک شخصیت خیالی ضدقهرمان در کتاب‌های کامیک آمریکایی منتشر شده توسط دی‌سی کامیکس است که اغلب با شخصیت ابرقهرمان بتمن مرتبط است. شخصیت هارلی کویین توسط پال دینی و بروس تیم خلق شده‌است که برای اولین بار در بتمن: مجموعه پویانمایی (سپتامبر ۱۹۹۲) حضور پیدا کرد.
هارلین کویینزل سابقاً به کار روان‌شناسی در تیمارستان آرکهام واقع در گاتهام سیتی می‌پرداخت. یکی از بیماران او فردی به نام جوکر بود که تمام اسرار خود را برای او بازگو کرد و در نهایت هارلین شیفته این شاه زاده جنایت‌کار دلقک شد. هارلین کویینزل نامش را به هارلی کویین تغییر داد، دستیار جوکر شد و به او در فرار کردن از تیمارستان آرکهام کمک کرد. او چندین بار با دیگر دوستان ابرشرور خود شامل زن گربه‌ای و پویزن آی‌وی همکاری کرده‌است، که بعدها این سه نفر تشکیل تیمی با عنوان سیرن‌های گاتهام سیتی دادند.
شخصیت هارلی کویین برای اولین بار توسط آرلین سورکین در پویانمایی‌های مختلف دنیای دی‌سی صداگذاری شد. از آن زمان به بعد او همچنین توسط هایدن والش و تارا استرانگ در انیمیشن‌ها و بازی‌های ویدئویی صداگذاری شده‌است. در مجموعه تلویزیونی پرندگان شکاری، مایا سارا نقش او را ایفا کرده بود. مارگو رابی نیز نقش شخصیت هارلی کویین را در دنیای توسعه‌یافته دی‌سی شامل فیلم‌های سینمایی جوخه انتحار (۲۰۱۶)، پرندگان شکاری (۲۰۲۰) و جوخه انتحار (۲۰۲۱) ایفا کرده‌است. درحالی که لیدی گاگا این شخصیت را در فیلم جوکر: جنون دو نفر (۲۰۲۴) به تصویر کشید.

## تاریخچهٔ خلق

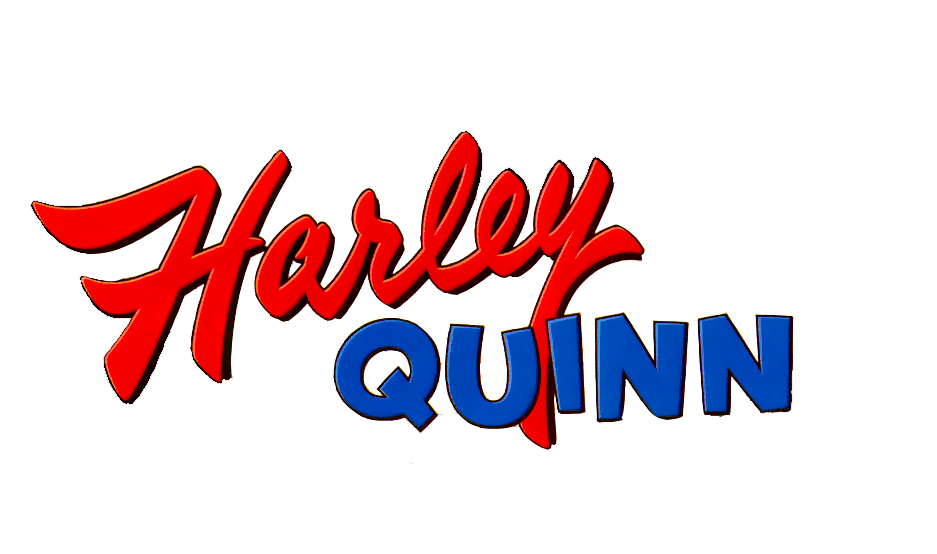
لوگوی جلد اول هارلی کوین

پال دینی و بروس تیم، در ۱۱ سپتامبر ۱۹۹۲، هارلی کویین را وارد داستان‌های بتمن کردند تا مکمل مؤنث جوکر باشد.
دینی، شخصیت هارلی را از یکی از اجراهای آرلین سورکین، ستارهٔ اپرا، الهام گرفته بود که در آن، آرلین لباس یک دلقک پوشیده بود. همچنین بعضی از جنبه‌های شخصیت هارلی کویین را از شخصیت آرلین اقتباس کرد. هارلی کویین اولین بار در بتمن: مجموعه انیمیشنی، قسمت «لطف جوکر» (به انگلیسی: Joker's favor) حضور یافت و پس از آن، در بتمن شمارهٔ ۱۲ (سپتامبر ۱۹۹۳) در داستان‌های مصور نقش ایفا کرد.

## زندگی‌نامه ساختگی شخصیت
هارلین کویینزل یکی از انترن‌های تیمارستان آرکهام بود. پس از بستری شدن جوکر در تیمارستان، او مجذوب جوکر شد و داوطلب شد تا او را روانکاوی کند. در طول جلسات روان درمانی، دلباختهٔ جوکر شد و به او کمک کرد تا از تیمارستان بگریزد.
جوکر پس از مبارزه با بتمن، به آرکهام بازگردانده شد. وقتی هارلین دید که جوکر مجروح شده، عقلش را از دست داد. شغلش را رها کرد، لباس دلقک پوشید، نامش را به هارلی کویین (تغییر یافتهٔ «هارلکن» به معنی دلقک، شخصیتی که از کمدیا دلآرته نشأت گرفته) تغییر داد و همدست جوکر شد.
او بعدها با پویزن آی‌وی دوست شد و آیوی با آزمایش‌های شیمیایی بر رویش، او را نسبت به سموم مقاوم کرد و قدرت و چابکی او را افزایش داد.
همچنین در قسمت‌های پایانی کمیک در روزی که جوکر کشته می‌شود، هارلی کویین هنگام مبارزه از ساختمان خرابه به پایین افتاد و جان خود را از دست داد. که در سال‌های بعد بر می‌گردد و جزو ابرقهرمان‌ها می‌شود

## توانایی‌ها و قدرت‌ها
هارلی در ابتدا دارای هیچ‌گونه قدرت واقعی نبود و تنها توسط هوش بالای خود در رشتهٔ روان‌کاوی آموزش دیده بود. با این حال پس از تلاش ناموفق جوکر برای منفجر کردن او در یک راکت، از دوستش پویزن آی‌وی معجونی دریافت کرد. این معجون باعث افزایش قدرت، سرعت، چابکی و مصونیت او در برابر زهرابه (حتی لمس‌های سمی آیوی) و بیماری‌ها و همچنین توانایی زوددرمانی جزئی شد. هارلی رزمی‌کاری حرفه‌ای محسوب می‌شود که اغلب هنرهای رزمی خود را با حرکات آکروباتیک ترکیب می‌کند.
او همچنین ژیمناست بسیار ماهر و تماشایی به‌شمار می‌رود و مهارت او در این زمینه با شخصیت‌هایی همچون زن گربه‌ای و نایت‌وینگ (که هر دو ژیمناست و آکروباتی حرفه‌ای هستند) برابری می‌کند. هارلی از سلاح‌ها و ابزارک‌های منحصر به فرد و عجیب و غریب نیز استفاده می‌کند که از آن‌ها می‌توان به پتک سنتی یا یک اسلحه دستی با چوب پنبه‌ای در آن اشاره کرد. قدرت او به مراتب بیشتر از انسان‌های فانی است، اما دارای قدرت بدنی بیش از هر ورزشکاری در سطح المپیک است. به‌طور مثال او قادر به ضربه فنی انسان‌های معمولی تنها با دو ضربه مشت یا یک لگد است. علاوه بر این هارلی استاد تغییر چهره به‌شمار می‌رود و توانایی تغییر قیافه نقش مهمی در به انجام رساندن جنایات او ایفا می‌کند. او در مناسبت‌های مختلف خود را شبیه به یکی از دارودسته روکر، منشی، تهیه‌کننده فیلم، افسر پلیس، خواننده اپرا، مهماندار هواپیما و زندانبان درمی‌آورد.

## شخصیت
هارلی کوئین، همچون جوکر، در مجموعهٔ انیمیشنی، شوخ‌طبع و در داستان‌های مصور، جنایتکاری خطرناک است. هارلی کویین دختری باحال و بامزه و همچنین قوی است.

### بازی‌های ویدئویی
- بازی ماجراهای بتمن و رابین
- بازی بتمن: تیمارستان آرکهام با صداپیشگی تارا استرانگ و لباسی جدید شبیه به پرستارها.
- بازی بتمن: شهر آرکهام (به انگلیسی:Batman:Arkham city) و بازی فرعی انتقام هارلی کوئین (به انگلیسی:The Harley Quinn revenge) با صدای تارا استرانگ.
- بازی بتمن: شوالیه آرکهام
- بازی لگو بتمن: بازی ویدئویی
- او به عنوان شخصیت قابل انتخاب در بازی ویدئویی بی‌عدالتی: خدایان میان ما و بی‌عدالتی ۲ با صداپیشگی تارا استرانگ حضور دارد.